# Neutrodiaptomus ostroumovi
Neutrodiaptomus ostroumovi is een eenoogkreeftjessoort uit de familie van de Diaptomidae. De wetenschappelijke naam van de soort is voor het eerst geldig gepubliceerd in 1981 door Stepanova.